# La Rotonde (Centre)
Pour les articles homonymes, voir La Rotonde.
La Rotonde est un centre de culture scientifique, technique et industrielle situé dans l’École nationale supérieure des mines à Saint-Étienne.
Ce lieu, ouvert à tous, est destiné à la diffusion des sciences et techniques,. Il des animations sur l'état de la recherche et sur le potentiel industriel dans la Loire. Il a pour objectif de faire découvrir la science aux enfants en organisant expositions et expériences destinées aux jeunes publics,.
La Rotonde a ouvert en 2011 une antenne sur le site de Gardanne au 3e étage du bâtiment 3. Ce bâtiment a vocation culturelle expose les différentes techniques de démolition.
La Rotonde contribue à la Web TV d'Universcience.